# Росси-Стюарт, Джакомо
Джакомо Росси-Стюарт (ит.Giacomo Rossi Stuart; 
25 августа 1925, Тоди, Умбрия - 20 октября 1994, Рим ) – итальянский актёр кино и телевидения.
Отец киноактёра Кима Росси Стюарта.

## Биография
Родился в семье итальянца и шотландки. В молодости был успешным спортсменом; участвовал в соревновался по пятиборью. Заинтересовавшись актёрским мастерством, обучался в Актёрской студии в Нью-Йорке.
С конца 1950-х и до конца 1970-х годов считался успешным актёром итальянского жанрового кино.
С 1953 по 1989 год снялся в более, чем 95 фильмах. Прославился участием в ряде кинофильмов жанра спагетти-вестерн и фильмах ужасов.

## Частная жизнь
Джакомо был женат на модели немецко-голландского происхождения Кларе Мюллер. У них было четверо детей: Омбретта, Лоретта, Ким и Валентина.

## Избранная фильмография
- 1955 – Красный плащ
- 1956 – Война и мир – молодой казак (нет в титрах)
- 1957 – Прощай, оружие! – карабинер (нет в титрах)
- 1958 – Граф Матеры – герцог Паоло Бресси
- 1959 – Калтики, бессмертный монстр  — ассистент профессора Родригеса
- 1959 – Ночь большого штурма
- 1960 – Пять опозоренных женщин
- 1962 — Легенда об Энее — Эврилей
- 1962 – Самый короткий день
- 1962 – Содом и Гоморра – Ишмаэл
- 1963 – Катерина из России – Станислав Август Понятовский
- 1963 – Дуэль в Техасе
- 1963 — Зорро и три мушкетёра – Атос
- 1963 – Кровавые кинжалы
- 1964 – Резня в Гранд Каньоне – Барт Кули, шериф
- 1964 – Последний человек на Земле — Бен Кортман, бывший друг Роберта, ставший вампиром
- 1965 – Месть Спартака – Фулвиус
- 1965 – Тайна острова головорезов
- 1966 – Операция «Страх» — Пол Эсвай
- 1966 – Война между планетами — Род Джексон, коммодор
- 1966 – Кровь за кровь
- 1967 – Золотой сфинкс
- 1968 – Зорро. Дух лисы — Дон Педро
- 1968 – Че Гевара – Прадо
- 1969 – Армия пятерых – мексиканский офицер
- 1969 – Этот проклятый патруль
- 1970 – Гнездо шершней
- 1970 – Леопарды Черчилля – майор Пауэлл
- 1971 – Что-то крадётся в темноте – Дональд Форрест
- 1971 – Ночью Эвелин вышла из могилы  — доктор Ричард Тимберлейн
- 1971 – Дублёр – брат Джованни
- 1972 — Девушка с лунной кожей – Джакомо
- 1972 – Красные розы и зелёные перцы
- 1972 – Крёстный отец – эпизод
- 1972 – Меня зовут Шанхайский Джо — Трикки, игрок
- 1972 — Семь шалей из жёлтого шёлка – Виктор Морган
- 1973 — Как можно быть таким ублюдком, инспектор Клифф? – Марко, итальянский гангстер
- 1973 – Смерть улыбается убийце
- 1974 – Муссолини: последний акт – Джек Донати
- 1974 – Случаи из жизни приличных людей – Рикардо Мурри
- 1975 – Зорро – капитан Фриц Фон Меркель (адъютант губернатора)
- 1975 – Кровосос ведёт в танце – граф Ричард Марнак
- 1976 – Эммануэль на Востоке – Джимми
- 1977 – Казанова и компания – эпизод
- 1978 – Большая битва – командир американского отряда
- 1978 – Фило Ванс – Кливер
- 1979 – Семь убийственных женщин – Энрико
- 1989 – Врата в преисподнюю – доктор Джонс